# Palotay István (erdőmérnök)
Palotay István (Breznóbánya, 1907. szeptember 26. – Zalaegerszeg, 1972. június 30.) magyar erdőmérnök, erdőrendező. Műkedvelő volt, színházi-zenei tudását is szívesen kamatoztatta. A második világháború alatt főhadnagyi rangba sorozták be.

## Élete
Édesapja, Palotay (korábbi családneve: Payer) István szintén erdőmérnök volt és magyar királyi erdőmester, akit 1912-ben Budapestre helyeztek a Földmívelésügyi Minisztériumba. Elemi és középfokú iskoláit ezért Budapesten végezte. A piaristáknál érettségizett 1925-ben. Bátyja, László jezsuita szerzetes volt.
Előbb önkéntes katonai iskolába jelentkezett, de 1926-ban – még katonai hallgatóként – beiratkozott a soproni M. kir. Bányamérnöki és Erdőmérnöki Főiskolára. 1931-ben szerezte meg erdőmérnöki oklevelét, de már előtte megkezdte munkásságát a Honvéd Kincstárnál, ahol főleg erdőrendezési feladatokkal bízták meg.
1935-ben feleségül vette Vas János soproni gyógypedagógiai tanár lányát, Gizellát. Házasságukból 1936-ban és 1937-ben két lányuk született.
Az állami erdőmérnökök létszámának emelését kihasználva állami szolgálatba kéri átvételét, így 1939-ben az újonnan alakult rahói kincstári erdőigazgatóságnál helyezkedett el vezető erdőrendezőként. 1943 őszén, a katonaságnál végrehajtott átszervezés miatt, mint tisztviselőt főhadnagyi rangosztályba sorolták és behívják, majd megbízták a Zemplén megyei kistopolyai honvédkincstári erdőhivatal megszervezésével. Leszerelése után a Rahóról Máramarosszigetre költözött erdőgazdaságnál újra munkába állt. A második világháború vége felé, a korábban a közeledő front elől Sopronba menekített családja után ment és áthelyeztette magát előbb az ottani, majd, hogy elkerülje nyugatra telepítését a Zalaegerszegi Erdőfelügyelőséghez. 1945-ig gyakorlati erdőnevelési, geodéziai, hatósági munkát végzett. Az állami erdőgondnokságok megalakulásakor a türjeit kellett megszerveznie, ahol azután erdőgondnokként dolgozott. 1948. január 1-jétől a Zalaegerszegi Állami Erdőigazgatóság erdőművelési előadója lett, majd ez év tavaszától, az erdőigazgatóságon belül az erdőrendezés irányítását vette át.
1949-ben megszűntek a Magyar Állami Erdőgazdasági Üzemek és az erdőigazgatóságok, amikor is az új, Zalaegerszegi Erdőrendezőség vezetésével bízták meg, amely – ország szerte 11 másikkal – kizárólag üzemtervek készítésével foglalkozott. E munkakörében Roth Gyula, Neuwirth János és Májer Antal nyomdokain haladva Magyarországon elsőként dolgozta ki a szálaló erdők erdőművelési eljárását. Irányításával a zalaegerszegi erdőrendezőség több tízezer hektár erdő üzemtervét készítette el. Elsők között ismerte fel a paraszti szálaló gazdálkodás jelentőségét. Eközben széles körű tapasztalatait szakirodalmi tevékenységében tette közkinccsé, az erdészet tudományos kérdéseivel kapcsolatos több elgondolását, kezdeményezését bevezették. Különösen a faállomány-szerkezeti kérdésekben, erdőbecslési vonalon és a szálaló erdőgazdaság hazai kérdéseiben fejtett ki jelentős irodalmi munkásságot.
Életútját 1967 augusztusában, az Országos Erdészeti Egyesület keszthelyi vándorgyűlésén Bedő Albert-emlékéremmel jutalmazták. 1968. január 1-jén helyezték nyugállományba.
Egészségében megrendülve, 1972-ben hunyt el, Zalaegerszegen. Utolsó – néhány oldal kivételével elveszett – kéziratát már nem sikerült befejeznie.
Szentgyörgyvölgy 8 C erdőrészletben erdészeti emlékhely állít emléket az „őrségi szálaló erdőgazdálkodás avatott ismerőjének”. A 0,4 hektáros terület kocsival is megközelíthető és 20 fő befogadására alkalmas. A 9NY nyiladék másik oldalán, a 9A erdőrészletben a Zalaerdő Zrt. Szentgyörgyvölgyi szálaló erdő néven erdei kirándulóhelyet létesített.
Nagy műveltségű ember és humanista volt, aki több oldalú zenei és műkedvelő színirendezői tehetségét is széles körben kamatoztatta. Már fiatalon a színház és a komolyzene elkötelezettje lett. Vezetett színjátszó kört, alapító és meghatározó tagja volt az 1957-ben alakult Zalaegerszegi Szimfonikus Zenekarnak, mint csellós, vasárnaponként pedig orgonán játszott a Jézus Szíve plébánia Szent Anna templomában, ahol a kántori teendőket is ellátta. A zalaegerszegi zeneiskolában gordonkára oktatta a tanítványokat és megalakulásától tagja volt a megyei művészeti albizottságnak. Zenedarabokat is komponált. Molnár Ferenc A Pál utcai fiúk című ifjúsági regényének Hevesi Sándor által színpadra alkalmazott művéből ő készített zenei átiratot a Fővárosi Operettszínház részére, amit 1946. április 14-én be is mutattak.